# CATSPERZ
CATSPERZ (англ. Catsper channel auxiliary subunit zeta) – білок, який кодується однойменним геном, розташованим у людей на 11-й хромосомі. Довжина поліпептидного ланцюга білка становить 200 амінокислот, а молекулярна маса — 22 839.
| 10         |  | 20         |  | 30         |  | 40         |  | 50         |
| ---------- |  | ---------- |  | ---------- |  | ---------- |  | ---------- |
| MEEKPSKVSL |  | KSSDRQGSDE |  | ESVHSDTRDL |  | WTTTTLSQAQ |  | LNMPLSEVCE |
| GFDEEGRNIS |  | KTRGWHSPGR |  | GSLDEGYKAS |  | HKPEELDEHA |  | LVELELHRGS |
| SMEINLGEKD |  | TASQIEAEKS |  | SSMSSLNIAK |  | HMPHRAYWAE |  | QQSRLPLPLM |
| ELMENEALEI |  | LTKALRSYQL |  | GIGRDHFLTK |  | ELQRYIEGLK |  | KRRSKRLYVN |
|            |  |            |  |            |  |            |  |            |

A: Аланін

C: Цистеїн

D: Аспарагінова кислота

E: Глутамінова кислота

F: Фенілаланін

G: Гліцин

H: Гістидин

I: Ізолейцин

K: Лізин

L: Лейцин

M: Метіонін

N: Аспарагін

P: Пролін

Q: Глутамін

R: Аргінін

S: Серин

T: Треонін

V: Валін

W: Триптофан

Задіяний у таких біологічних процесах, як диференціація клітин, сперматогенез. 
Локалізований у клітинній мембрані, мембрані, клітинних відростках.